# Futbol'nyj Klub Skala 1911 Stryj
Il Futbol'nyj Klub Skala 1911 Stryj (in ucraino Футбольний клуб «Дружба»?), noto semplicemente come FC Skala 1911 Stryj, è una società di calcio di Stryj, in Ucraina che attualmente gioca nella Druha Liha.

## Storia
La squadra è stata fondata a Kiev nel 1911 e nel 2021 è stata accettata nella Druha Liha, la terza serie del campionato ucraino. Nell'estate 2023 viene inclusa nella Druha Liha.

## Stadio
La squadra gioca allo Stadio Sokil, di capienza da 6000 posti, situato a Stryj.

## Rosa 2023-2024
Aggiornato al 23 Febbraio 2024
| N. |                    | Ruolo | Calciatore             |
| -- | ------------------ | ----- | ---------------------- |
| 1  | Ucraina (bandiera) | P     | Denys Zavgorodniy      |
| 2  | Ucraina (bandiera) | D     | Yuriy Flyak            |
| 3  | Ucraina (bandiera) | D     | Oleksandr Rudenko      |
| 4  | Ucraina (bandiera) | D     | Artur Yanata           |
| 5  | Ucraina (bandiera) | C     | Andriy Lebedenko       |
| 7  | Ucraina (bandiera) | C     | Volodymyr Lukyanchenko |
| 8  | Ucraina (bandiera) | A     | Roman Lisovyk          |
| 9  | Ucraina (bandiera) | A     | Taras Puchkovskyi      |
| 10 | Ucraina (bandiera) | C     | Bogdan Ivanchenko      |
| 11 | Ucraina (bandiera) | C     | Mykyta Fomin           |
| 14 | Ucraina (bandiera) | C     | Mykola Tsvyk           |
| 15 | Ucraina (bandiera) | C     | Danylo Grabovetskyi    |
| 16 | Ucraina (bandiera) | A     | Valentyn Napuda        |

| N. |                    | Ruolo | Calciatore           |
| -- | ------------------ | ----- | -------------------- |
| 17 | Ucraina (bandiera) | C     | Andriy Petryk        |
| 19 | Ucraina (bandiera) | D     | Roman Tsen           |
| 20 | Ucraina (bandiera) | C     | Roman Nykolyshyn     |
| 22 | Ucraina (bandiera) | C     | Maksym Averyanov     |
| 30 | Ucraina (bandiera) | A     | Yevgeniy Mazur       |
| 33 | Ucraina (bandiera) | P     | Kostyantyn Solobchuk |
| 44 | Ucraina (bandiera) | D     | Ivan Pastukh         |
| 77 | Ucraina (bandiera) | C     | Sergiy Lebedev       |
| 99 | Ucraina (bandiera) | P     | Vladyslav Savchenko  |
|    | Ucraina (bandiera) | C     | Ilya Tsurkan         |
|    | Ucraina (bandiera) | C     | Vadym Merdeev        |
|    | Ucraina (bandiera) | C     | Andriy Ralyuchenko   |

## Palmarès

### Competizioni nazionali
- Druha Liha: 1

2003–2004